# Cerrione
Cerrione – miejscowość i gmina we Włoszech, w regionie Piemont, w prowincji Biella.
Według danych na styczeń 2009 gminę zamieszkiwało 2909 osób przy gęstości zaludnienia 104,3 os./1 km².